# Військова допомога дружнім силам оборони

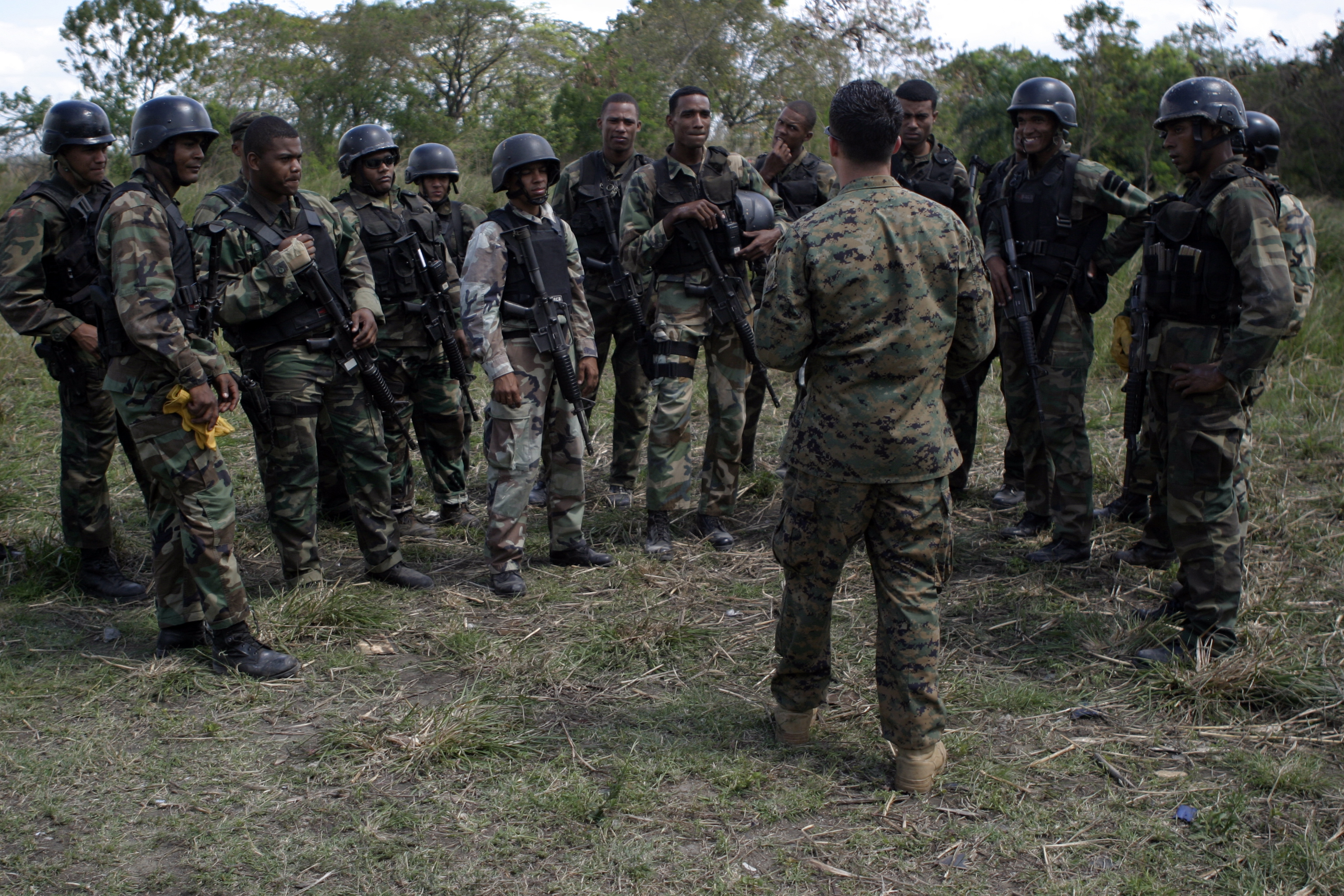
Оператори ССО морської піхоти США у рамках військової допомоги дружнім силам оборони проводять тренування зі спецпідрозділом по боротьбі з тероризмом Домініканської Республіки. 9 березня 2009

Військова допомога дружнім силам оборони (англ. Foreign internal defense, FID) — у військовій справі — термін, яким у контексті надання дружній країні (країні-господарю) всебічної допомоги, припускають проведення певних заходів чи акцій, що прямо або опосередковано допомагають у боротьбі з партизанським (повстанським) рухом на території цієї країни. Визначений термін поширений у країнах-членах НАТО і має на увазі залучення вузькоспеціалізованих фахівців з антипартизанської боротьби.
У відповідності до доктринального документа Сполучених Штатів Joint Publication 3-07.1: [Архівовано 21 січня 2016 у Wayback Machine.] Військова допомога дружнім силам оборони НЕ передбачає залучення цих професіоналів до безпосередньої участі у веденні бойових дій та проведенні акцій проти повстанців (партизанів).
Доктриною також визначається налагодження та підтримка широких та плідних контактів на рівні військових, дипломатичних, економічних та інших кіл країни-господаря.